# Дубриницька сільська рада
| Дубриницька сільська рада — колишній орган місцевого самоврядування у Перечинському районі Закарпатської області з адміністративним центром у с. Дубриничі. Сільській раді були підпорядковані населені пункти: - с. Дубриничі - с. Пастілки |

## Склад ради
Рада складалася з 19 депутатів та голови.

## Керівний склад сільської ради
| ПІБ                       | Основні відомості                                                 | Дата обрання | Дата звільнення |
| ------------------------- | ----------------------------------------------------------------- | ------------ | --------------- |
| Караман Василь Андрійович | Сільський голова, 1967 року народження, освіта, безпартійний      | 26.03.2006   | 31.10.2010      |
| Лавер Любов Іванівна      | Сільський голова, 1955 року народження, освіта вища, позапартійна | 31.10.2010   |                 |

Примітка: таблиця складена за даними джерела

## Населення
Згідно з переписом УРСР 1989 року чисельність наявного населення сільської ради становила 2682 особи, з яких 1297 чоловіків та 1385 жінок.
За переписом населення України 2001 року в сільській раді мешкало 2436 осіб.

### Мова
Розподіл населення за рідною мовою за даними перепису 2001 року:
| Мова       | Відсоток |
| ---------- | -------- |
| українська | 98,78 %  |
| російська  | 0,69 %   |
| словацька  | 0,16 %   |
| угорська   | 0,08 %   |
| білоруська | 0,04 %   |
| інші       | 0,25 %   |